# رواق الأقواس
رواق الأقواس  هو معلم أثري تونسي مصنف من قبل المعهد الوطني للتراث يقع في ولاية سليانة في الشمال الغربي التونسي، تحديدا في قرية قصور عبد الملك تم تصنيف المعلم في يوم 18 ديسمبر 1894.

## مقالات ذات صلة
- قائمة المعالم الأثرية المصنفة في تونس